# Staré Město u Uherského Hradiště
Staré Město, bis zum 1. Januar 1996 offiziell Staré Město u Uherského Hradiště (deutsch Altstadt bei Ungarisch Hradisch, früher Veligrad) ist eine Stadt in Tschechien. Sie liegt einen Kilometer nordwestlich von Uherské Hradiště an der March und gehört zum Okres Uherské Hradiště.

## Geographie
Staré Město befindet sich in der Marchebene gegenüber von Uherské Hradiště am rechten Ufer der March an der Einmündung der Salaška. Am östlichen Stadtrand endet der Baťův kanál.
Nachbarorte sind Jalubí im Norden, Huštěnovice, Kněžpole und Jarošov im Nordosten, Rybárny im Osten, Uherské Hradiště im Südosten, Kostelany nad Moravou im Südwesten, Zlechov und Tupesy im Westen sowie Velehrad und Modrá im Nordwesten.

## Geschichte
Veligrad war zu Zeiten des Mährerreichs eine bedeutende Burgstätte und eines der Zentren des Reiches. In den „annales fuldenses“ wurde der Ort 869 als eine namenlose Festung des Fürsten Rastislav bezeichnet. Alten Überlieferungen zufolge soll der heilige Method am 6. April 885 in Veligrad gestorben und begraben worden sein.
Die erste urkundliche Erwähnung von Veligrad-Staré Město stammt aus einer Urkunde des Olmützer Bischofs Heinrich Zdik aus dem  Jahre 1141. Nach der Gründung des Klosters Velehrad durch den Markgrafen Vladislav Heinrich im Jahre 1205 wurde das Dorf dem Zisterzienserkloster übertragen. Das Kloster errichtete in Veligrad-Staré Město die klösterliche Bauhütte. Der Ort wurde zum Markt des Klosters, und es entstanden die St. Veitskirche und die Pfarre.
Mit der 1257 durch Ottokar II. Přemysl erfolgten Gründung der Königsstadt Nový Veligrad auf einer südöstlich gelegenen Flussinsel in der March übertrug der König die Marktrechte von Veligrad-Staré Město auf die neue Stadt. 1323 erhielten beide Orte zur Unterscheidung vom Kloster Velehrad neue Bezeichnungen. Aus Veligrad-Staré Město wurde Antiqua civitas–Staré Město und das königliche Nový Veligrad wurde Hradiště genannt. Nach der Zerstörung des Klosters durch die Hussiten im Jahre 1423 wurde Staré Město an die Stadt Hradiště verpfändet und 1550 ein Teil der Güter von Hradiště.
Im Dreißigjährigen Krieg brannten 1645 die Schweden Staré Město nieder.
1789 erfolgte der Abriss der St.-Veits-Kirche. 1790 bestand der Ort aus 166 Häusern und hatte 1124 Einwohner. 1841 wurde die Kaiser-Ferdinand-Nordbahn eingeweiht. Durch die Bahnanbindung siedelten sich Betriebe an, wie die 1868 gegründete Zuckerfabrik Gebrüder May. 
Nach der Aufhebung der Patrimonialherrschaften war Staré Město von 1850 bis 1943 eine Vorstadt von Ungarisch Hradisch, besaß aber kein Stadtrecht und war auch kein Marktflecken. Im Jahre 1900 betrug die Einwohnerzahl 3879. 1909 wurde das neue Rathaus eingeweiht. Ein 1922 unternommener Versuch zur Erlangung von Stadtrechten war vergeblich. 1930 lebten in den 1142 Häusern von Altstadt 6211 Menschen. 1943 erfolgte die erste Eingemeindung nach Ungarisch Hradisch. Von 1945 bis 1949 wurde Staré Město wieder eigenständig und dann erneut zum Stadtteil von Uherské Hradiště. In der Zeit zwischen 1954 und 1971 löste sich der Ort wiederum von der Nachbarstadt los. Durch den Hobbyarchäologen Antonín Zelnitius wurde im 20. Jahrhundert eine Siedlung des Mährerreiches entdeckt und nach dessen Tode unter Leitung von Vilém Hrubý fachmännisch freigelegt. Seit 1960 ist sie als Denkmal Großmähren zugänglich.
1971 erfolgte die nächste Eingemeindung. Am 1. Januar 1991 wurde Staré Město u Uherského Hradiště zur selbstständigen Gemeinde und legte am 1. Januar 1996 den Zusatz u Uherského Hradiště aus dem offiziellen Namen ab. Seit dem 1. November 1997 ist Staré Město eine Stadt.

## Städtepartnerschaften
- Sées, Frankreich
- Tönisvorst, Deutschland

## Sehenswürdigkeiten
- Denkmal Großmähren
- Kirche des Hl. Michael, 1734 umgebaut
- Baťův kanál
- Statue des Hl. Johannes von Nepomuk

## Söhne und Töchter der Stadt
- František Omelka (1904–1960), Autor
- Josef Panáček (1937–2022), Sportschütze